# Окси-плівка

Окси-плівка на вугільних зернах. Аншліф.

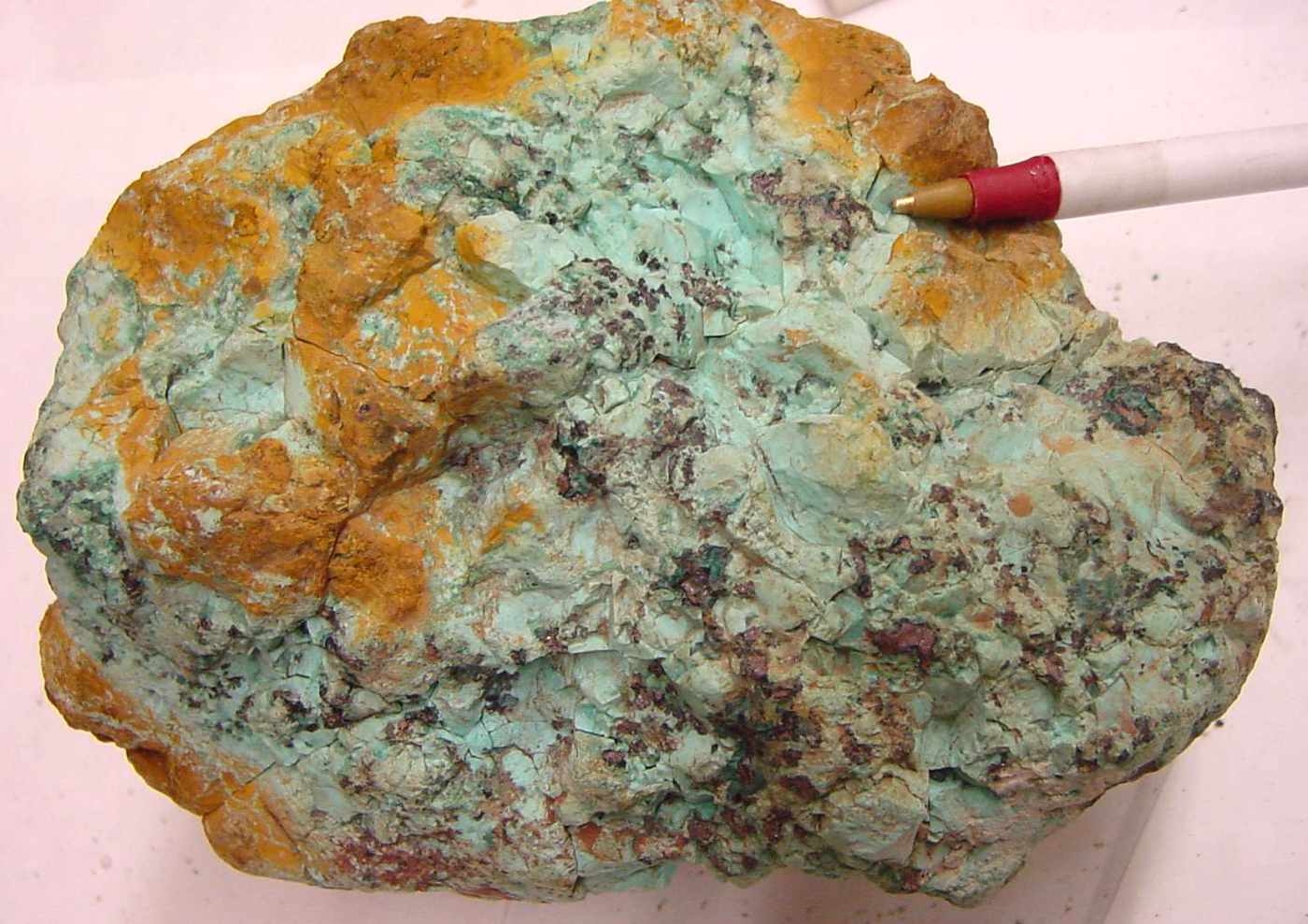
Окси-плівка на міді.

Окси-плівка (оксидна плівка) — плівка на металі чи іншому матеріалі, яка переважно складається з оксидів. Має специфічні оптичні властивості, завдяки яким спостерігається в аншліфах як білий світний ореол на поверхні окисненого матеріалу. Крім того, на поверхні металів може спостерігатися як області зміненого забарвлення, шорсткості тощо.
Різновиди окси-плівки: окалина, іржа, набіглість.